# Александар Безбородко
Кнез Александар Андрејевич Безбородко (рус. Алекса́ндр Андре́евич Безборо́дко; 25. март 1747  –  6. април 1799) био је руски дипломата и политичар. Безбородко је био велики канцелар Руског царства и водећи креатор спољне политике Катарине Велике након смрти Никите Пањина.

## Младост
Александер Безбородко рођен је у граду Глухову, козачки Хетманат, Руско царство (данас Хлухов, Украјина) у породици запорожског козачког племства. Његов отац Андреј Безбородко био је генерални писар (канцелар), док је његова мајка Еудокија била ћерка генералног судије Михаила Забиле.
Школовао се код куће и на Кијевско-Мохиљанској академији. По завршетку школовања ступио је у јавну службу као чиновник у канцеларији грофа П. А. Румјанцева, тадашњег генерал-губернатора Мале Русије, којег је пратио у Турском рату 1768. Био је присутан на веридбама Ларге и Кагула, као и на јуришању на Силистрију.
По склапању уговора из Кучук Кајнарке (1774) фелдмаршал га је препоручио Катарини II, а она га је 1775. поставила за свог секретара за молбу. Тако је имао прилику да импресионира царицу својим блиставим даровима, од којих су најистакнутији били истанчани манири, дивно памћење и јасан и бременит стил. Истовремено је почео да ради на усвајању главних европских језика, посебно француског, који је постао мајстор. У то време је написао своје историјске цртице татарских ратова и Украјине.
Његова активност је била невероватна, а Катарина га је назвала својим фактотумом . Године 1780. пратио ју је на њеном путовању кроз Новоросију, сусревши се са царем Јосифом II, који га је позвао да студира дипломатију. По повратку из деликатне мисије у Копенхаген, он је царици представио „споменицу о политичким стварима” која је садржала први план поделе Турске између Русије и Аустрије. Овај документ је скоро од речи до речи пренет у Беч као руске предлоге. Нкон тога је уследило објављиавање Епитомизоване историјске информације о Молдавији. За ова два државна документа награђен је функцијама „опуномоћеника за све преговоре“ у канцеларији иностраних послова и генералног управника поште.

## Каријера под Катарином II
Од тада је био нераскидиво повезан са Катарином у свим важнијим дипломатским пословима, иако је званично био потчињен вицеканцелару грофу Ивану Остерману. Писао је све најважније депеше руским министрима у иностранству, склапао и потписивао све уговоре и обављао све функције државног секретара. Он се у потпуности поистоветио са Катарининим политичким идејама, чак и са идејом о поновном успостављању грчког царства под њеним унуком Константином. Царица ју је, као и обично, богато наградила пензијама и кнежевинама. Године 1786. унапређен је у Правитељствујушчи сенат и преко њега је царица саопштила своју вољу том августовском државном одликовању. Године 1787. пратио је Катарину на њеном тријумфалном напретку кроз Јужну Русију у својству министра иностраних послова. У Каневу је водио преговоре са пољским краљем Станиславом II, а у Новој Кајданији био је у царичиној кочији када је примила Јосифа II.
Други турски рат (1787—92) и шведски рат са Густавом III (1788–90) навалили су нова бремена на његова ионако тешко натоварена плећа, а он је патио од интрига својих бројних љубоморних ривала, укључујући и царичиног најновијег миљеника А.М. Мамонов. Сви његови напори били су усмерени ка окончању два угњетачка рата часним миром. Пауза Вереле са Густавом III (14. август 1790) била је под условима које је он диктирао. Након изненадне смрти Потемкина, послат је у Јаси да спречи распад тамошњег мировног конгреса и успео је, упркос свим осим непремостивим потешкоћама, да склопи уговор који је био изузетно повољан за Русију (9. јануара 1792). За ову службу добио је захвалницу царице, ленту Светог Андреја и 50.000 рубаља.
По повратку из Јасија затекао да је поверљиво место секретара за петиције које је заузео царичин последњи фаворит, кнез Зубов. На ово „умањивање свог достојанства“ пожалио се царици у приватном спомен обележју током 1793. године. Царица га је умирила новим почастима и одликовањима поводом свечане прославе Јашког мира (2. септембра 1793), када му је јавно поклонила златну маслинову гранчицу опточену брилијантима. Након тога, Катарина га је помирила са Зубовом, и он је наставио да води спољне послове. Он је више од било кога другог допринео да дође до пропасти и треће поделе Пољске, за шта је био величанствено награђен.

## Велики канцелар Руског царства
Имао је велики удео и у унутрашњој администрацији. Реформисао је пошту, унапредио банкарски систем Русије, уредио финансије, изградио путеве и ујединио унијатску и православну цркву. После Катаринине смрти, цар Павле је Безбородку поверио преглед приватних папира покојне царице, а недуго затим га је поставио за принца Руске империје, са одговарајућим сјајним панажом. По пензионисању Остермана добио је највише достојанство у Руској империји – именован је за царског канцелара.
Безбородко је био једини руски министар који је до краја задржао наклоност цара Павла. Током последње две године његовог живота, контрола руске дипломатије била је у потпуности у његовим рукама. Његов програм у овом периоду био је мир са свим европским силама, укључујући револуционарну Француску . Али све већа царева аверзија према овој пацифичкој политици навела је оштроумног старог министра да покуша да „тражи сигурност у моралном и физичком покоју“. Павле је, међутим, одбио да прихвати његову оставку и послао би га у иностранство ради његовог здравља. Изненадни удар парализе је спречио Безбородка да даље ради за државу. Умро је у Санкт Петербургу 6. априла 1799.

## Лични квалитети
У приватном животу, Безбородко је био типичан катаринијанац: покварен, раскалашан, без савести и себичан. Али био је бескрајно великодушан и привржен, и трошио је своје огромно богатство обилно. Његови банкети су били величанствени, његове колекције слика и статуа јединствене су у Европи. Био је најбољи пријатељ својих сиромашних рођака и мецена свих писаца свог времена. Није био ни незахвалан ни осветољубив. Његов патриотизам је неоспоран, као и његова генијалност.

## Резиденције

### Палата Безбородко у Санкт Петербургу
Палата Безбородко се налази на адреси Почтамтский переулок 4 у 190000 Санкт Петербургу. Палата је изграђена 1783–95 по пројекту Ђакома Кваренгија по принципима руског класицизма. Иако је фасада виле изгледала прилично скромно, њени ентеријери су били истакнуто декорисан. Унутрашња декорација је делимично сачувана до данас. Фасада се, међутим, много променила од постављања. Од првобитне фасаде преживео је само портик од четири гранитна стуба. Након грофове смрти, његови наследници су палату продали Пошти која је зграду прилагодила својим потребама. Године 1924. зграда је дата у посед Музеја комуникација. Током опсаде тешко је страдао од артиљеријског бомбардовања и затворен је ради поправке. Музеј је делимично наставио са поставком тек 1950. године. 1974. због драстично лошег стања читаве грађевине започета је њена велика санација и музеј се вратио у зграду тек тридесетак година касније, 2003. године.

### Безбородко Дача у Санкт Петербургу
Дача се налази на адреси Свердловскаа набережнаа 40 у 195027 Санкт Петербургу. Дача је изграђена 1783–84 по пројекту Ђакома Кваренгија. То је централна троспратна зграда са округлим торњевима у угловима, спојеним лучним галеријама са два симетрична бочна крила. У првој половини 19. века бочна крила су била повезана ланчаном оградом која се држала у устима двадесет девет лавова од ливеног гвожђа. Раније је постојао велики пејзажни парк са павиљонима.